# Figgjeskjær tågeklokke
Figgjeskjær tågeklokke er et sømærke, som tidligere stod på Langøytangen fyr, før det blev flyttet til halvøen Figgeskjær, som ligger ved indsejlingen til Langesund, når man kommer fra Stathelle i Vestfold og Telemark fylke i Norge. Tågeklokken blev opsat i 1911 og taget ud af brug i 1989. Tågeklokken er ejet af staten, og området omkring den er fredet efter lov om kulturminner men i privat eje.

## Eksterne kilder og henvisninger
- Figgjeskjær tågeklokke på Riksantikvarens hjemmeside kulturminnesok.no
- Figgjeskjær tåkeklokke Arkiveret 22. maj 2013 hos  Wayback Machine Norsk Fyrhistorisk Forening
- Om fredning af Figgjeskjær tåkeklokke Arkiveret 6. juni 2011 hos  Wayback Machine